# Conophytum wettsteinii
Conophytum wettsteinii es una especie de planta suculenta perteneciente a la familia de las aizoáceas.  Es originaria de Sudáfrica.

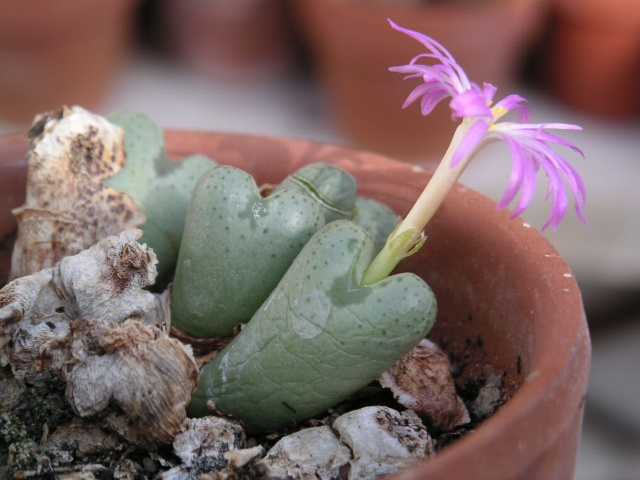
Detalle de planta en flor

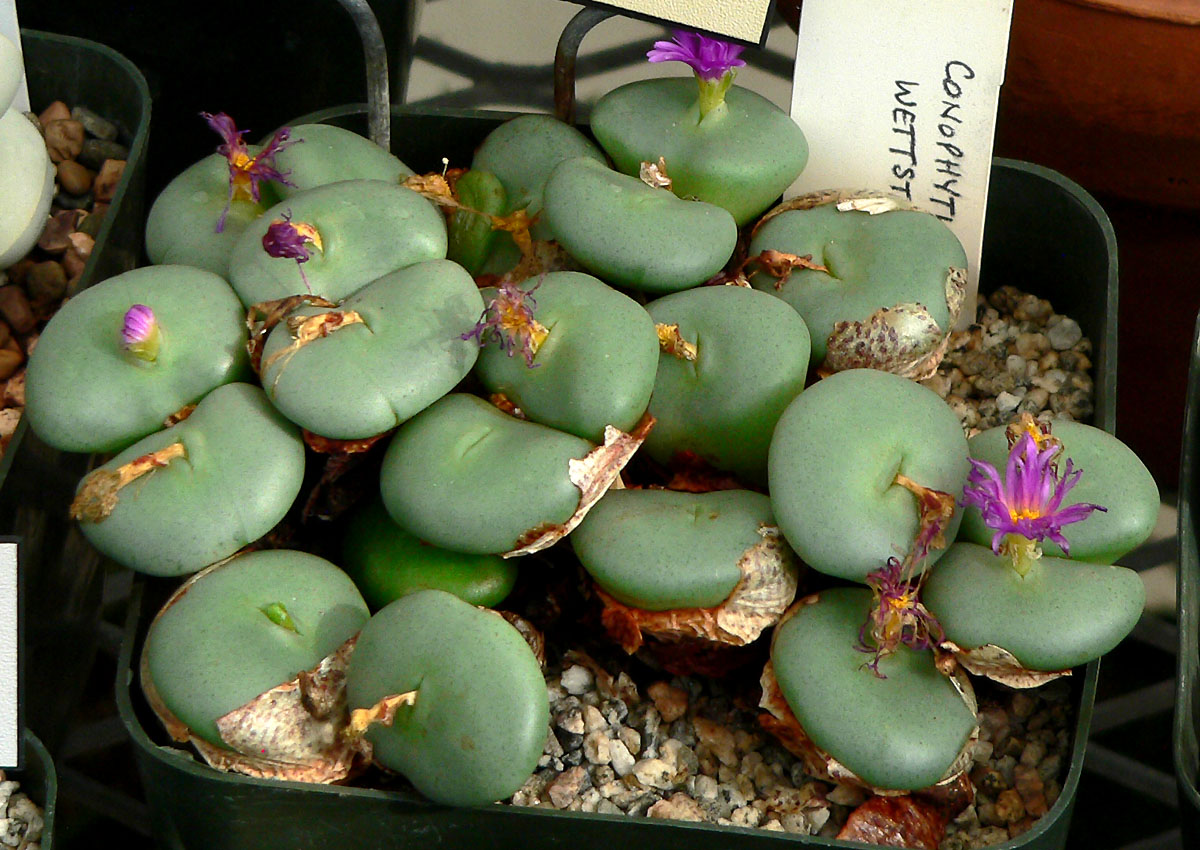
Vista de la planta

## Descripción
Es una pequeña planta suculenta perennifolia de pequeño tamaño que alcanza los 5 cm de altura a una altitud de 910 - 1160  metros en Sudáfrica.
Está formada por pequeños cuerpos carnosos que forman grupos compactos de hojas casi esféricas, soldadas hasta el punto de que sólo una muy pequeña diferencia separan a las dos hojas. En la naturaleza, los grupos de hojas se esconden entre las rocas y en las grietas, que retienen depósitos apreciable de arcilla y arena.

## Taxonomía
Conophytum wettsteinii fue descrita por (Berger) N.E.Br. y publicado en Gard. Chron.  1922, Ser. III. lxxi. 231.
Etimología
Conophytum: nombre genérico que deriva de las palabras griegas: κωνος (cono) = "cono" y φυτόν (phyton) = "planta".
wettsteinii: epíteto otorgado en honor del botánico Richard von Wettstein.
Subespecies
- Conophytum wettsteinii subsp. fragile (Tischer) S.A.Hammer
- Conophytum wettsteinii subsp. ruschii (Schwantes) S.A.Hammer

Sinonimia
- Mesembryanthemum wettsteinii A.Berger (1908)
- Conophytum brevipes L.Bolus (1964)
- Conophytum circumpunctatum Schick & Tischer[2][3]